# Maneater (Nelly-Furtado-Lied)
Maneater ist ein Lied der portugiesisch-kanadischen Popsängerin Nelly Furtado aus ihrem dritten Studioalbum Loose. Es übernimmt inhaltlich das Thema des 80er-Disco-Song Maneater von Hall & Oates und lehnt sich im Refrain rhythmisch und melodisch daran an.

## Hintergrund
Das Lied wurde von der Interpretin selbst, zusammen mit den Koautoren Nate Hills (Danja), Timothy Mosley (Timbaland) und J. D. Washington, geschrieben und in der Hit Factory in Miami, Florida produziert. Es ist die erste Singleauskopplung ihres dritten Studioalbums Loose. Im deutschsprachigen Gebiet erschien die CD am 26. Mai 2006, im Rest Europas und Asien rund eine Woche später. Die Erstveröffentlichung erfolgte vier Wochen zuvor als Download am 18. April 2006. In Nordamerika und Australien kam Maneater hingegen erst am 26. September 2006 als zweite Single-Auskopplung aus Loose in die Läden.
Maneater war einer der ersten Songs, an denen Furtado und Timbaland zusammen in den Hit Factory Criteria Recording Studios in Miami, Florida arbeiteten. Sie beschrieb den Song als eine Analogie von dem, wie sie mit der „kreativen Energie“ Timbalands und seinem Team in Loose zusammengearbeitet hat. Während sie das Album produzierten, wurden Furtado und Timbaland von der Arbeit von Musikern aus den 1980ern, wie z. B. Talking Heads, Blondie, Madonna, The Police und Eurythmics, beeinflusst. Die finale Produktion des Tracks verzögerte sich, nachdem ein Feuer im Kontrollraum des Studios ausgebrochen war. Furtado erklärte, Maneater sei "ein “Couture Pop” Song". In einem Interview mit den MTV News beschrieb sie das Lied folgendermaßen: „Es hat einen verrückten, lauten Beat, und die Stimmen sind bissig und laut. Viele Leute sagen, Maneater höre sich wegen der unheimlichen Stimmen an wie ein Song von Peaches“. Der Song handelt von einer unsicheren Beziehung zu einem so genannten „Maneater“, einer charismatischen und verführerischen Frau, die ihren Charme benutzt, um das Leben der Männer zu kontrollieren und zu zerstören. Laut Furtado ist das Lied darauf bezogen, dass Leute „sich selbst heiß fühlen, wenn sie in Unterwäsche vor dem Spiegel tanzen“. „Es beinhaltet einfach das Leben an sich; es bringt dich zum Tanzen“, sagte sie beim von den Medien initiierten Vergleich mit der Hall-&-Oates-Single „Maneater“, welches Furtado als Inspiration zum Song nannte.
Am 8. Januar 2006 erschien ein 30 Sekunden langer Clip des Stücks im Internet und am 17. der vollständige Titel. Diese Version enthält ein anderes Ende als die auf dem Album Loose. Auf einem Remix von Maneater ist der Rapper Lil Wayne vertreten, von dem Furtado als „erstaunlichster Freestyler der Welt“ sprach. Das Musik-Duo JoSH, das bereits einen Remix des Liedes Powerless (Say What You Want) produzierte, entwickelte auch einen weiteren Remix zu Maneater. Die Single in Australien beinhaltet auch ein Cover von Gnarls Barkleys Crazy.

## Mitwirkende
- Gesang: Nelly Furtado
- Audio-Mix: Marcella Araica, Demacio Castellon
- Stimmproduktion: Jim Beanz
- Hintergrundgesang: Jim Beanz, Timbaland
- Techniker: James Roach, Kobla Tetey
- Drums: Danja
- Keyboard: Danja

## Musikvideo
Das Video entstand unter der Regie von Anthony Mandler und hatte am 8. September 2006 in den Vereinigten Staaten TV-Premiere. Es wurde in erster Linie im Firestone Boulevard in South Gate, Kalifornien in der Zeitspanne von über vierzehn Stunden gedreht. Die Choreografie wurde von Frank Gatson übernommen, der u. a. mit Beyoncé und Rihanna zusammengearbeitet hat.
Das Video konzentriert sich auf Furtados Wunsch hin einerseits aufs Feiern und andererseits auf die Parodie einer "männermordenden Frau". Es beginnt damit, dass Furtado ihre entlaufene deutsche Dogge Toby nachts in einem scheinbar verlassenen Industriegebiet einer namenlosen Stadt sucht. Sie folgt ihrem Hund zum Kellergeschoss eines verfallenen Gebäudes, wo sie eine schweigsame Menschenmasse antrifft. Furtado stellt sich in die Mitte der Menschenmasse und fängt mit Beginn des Songs an zu tanzen. Dies dient dem Zweck des Katalysators einer Tanz-Party. In dem Video wird Furtado gezeigt, wie sie einen orientalischen Tanz tanzt, sowie weitere Aufnahmen, in denen sie vor Flammen steht. Gegen Ende des Videos geht Furtado auf das Dach des Gebäudes und tanzt bei aufgehender Sonne. Am Ende des Videos verlässt Furtado die Party bei Morgendämmerung und findet ihren Hund, der auf einer Treppenstufe in der Nähe des Ausgangs wartet.
Die "Maneater"-Weltpremiere war am 4. Mai 2006 auf MTV Germany bei Total Request Live, besser bekannt als TRL, wo es bereits am nächsten Tag auf Platz 9 der TRL-Charts einstieg. In den Vereinigten Staaten feierte es auf Yahoo! Music am 6. September Premiere.

## Preise
Das Lied wurde für die NRJ Music Awards als Best International nominiert.

## Kommerzieller Erfolg

### Chartplatzierungen
Maneater wurde als Download am 2. Mai 2006 zur Verfügung gestellt. Als Maxi-CD wurde es als erste Single des Albums außerhalb von Nordamerika am 26. Mai in Deutschland, der Schweiz und in Österreich, am 5. Juli in Großbritannien und anderen europäischen Ländern veröffentlicht. Es stieg auf Platz acht der britischen Singlecharts in der Woche vor der Veröffentlichung der CD ein, und eine Woche später am 11. Juli 2006 erreichte es Platz eins. Die Single blieb drei Wochen lang an der Chartspitze, und in der siebten Woche nach der Veröffentlichung zog Nelly Furtados Plattenlabel die CD zurück. Maneater verließ die Charts drei Wochen später, da die Regeln der Official UK Charts Company verhindern, dass zurückgezogene Songs länger als zwei Wochen in den Charts bleiben dürfen. Maneater war Nelly Furtados erste Single, die Platz 1 in Großbritannien erreichte, und machte sie zur ersten kanadischen Künstlerin seit Céline Dion mit My Heart Will Go On aus dem Jahre 1998, die einen Nummer-eins-Hit in den UK Charts hatte.
Die Single wurde überall in Europa ein Hit. Sie erreichte die Top 5 in Österreich, der Schweiz, in Deutschland, Neuseeland, Irland und Norwegen sowie die Top 10 in Belgien, Finnland und den Niederlanden und die Top 20 in Frankreich.
Es stieg auf Platz 62 der Billboard Hot 100 ein und war der höchste Neueinstieg der Woche. Maneater erreichte die Top 20 in den USA und Platz eins der offiziellen Dance-Charts, war jedoch kommerziell nicht so erfolgreich wie Promiscuous, die erste Singleauskopplung aus Loose in Nordamerika, das die Chartspitze erklommen hatte.
In Australien erreichte Maneater am 25. September die Top 5 und schaffte es in der folgenden Woche auf Platz 3.
| ChartsChartplatzierungen       | Höchstplatzierung | Wochen |
| ------------------------------ | ----------------- | ------ |
| Deutschland (GfK)              | 4 (31 Wo.)        | 31     |
| Österreich (Ö3)                | 3 (33 Wo.)        | 33     |
| Schweiz (IFPI)                 | 3 (63 Wo.)        | 63     |
| Vereinigte Staaten (Billboard) | 16 (20 Wo.)       | 20     |
| Vereinigtes Königreich (OCC)   | 1 (27 Wo.)        | 27     |

| ChartsJahrescharts (2006)    | Platzierung |
| ---------------------------- | ----------- |
| Deutschland (GfK)            | 12          |
| Österreich (Ö3)              | 18          |
| Schweiz (IFPI)               | 9           |
| Vereinigtes Königreich (OCC) | 7           |

### Auszeichnungen für Musikverkäufe
| Land/Region                  | Auszeichnungen für Musikverkäufe (Land/Region, Auszeichnung, Verkäufe) | Verkäufe  |
| ---------------------------- | ---------------------------------------------------------------------- | --------- |
| Australien (ARIA)            | Gold                                                                   | 35.000    |
| Belgien (BRMA)               | Gold                                                                   | 25.000    |
| Brasilien (PMB)              | Platin                                                                 | 60.000    |
| Dänemark (IFPI)              | Platin                                                                 | 8.000     |
| Deutschland (BVMI)           | Platin                                                                 | 300.000   |
| Italien (FIMI)               | Gold                                                                   | 50.000    |
| Kanada (MC)                  | 5× Platin                                                              | 400.000   |
| Mexiko (AMPROFON)            | Platin                                                                 | 60.000    |
| Neuseeland (RMNZ)            | 2× Platin                                                              | 60.000    |
| Schweden (IFPI)              | Platin                                                                 | 40.000    |
| Schweiz (IFPI)               | Gold                                                                   | 15.000    |
| Spanien (Promusicae)         | Gold                                                                   | 30.000    |
| Vereinigte Staaten (RIAA)    | 2× Platin                                                              | 2.000.000 |
| Vereinigtes Königreich (BPI) | 3× Platin                                                              | 1.800.000 |
| Insgesamt                    | 5× Gold · 17× Platin ·                                                 | 4.873.000 |

Hauptartikel: Nelly Furtado/Auszeichnungen für Musikverkäufe

## Trivia
Im englischen Sprachraum bezeichnet der Begriff „Maneater“ eine Frau, die häufig mit wechselnden Männern Geschlechtsverkehr hat. Der Begriff ist humorvoll und in etwa vergleichbar mit der deutschen Redensart „männermordende …“, siehe Femme fatale.